# Coney Island
För andra betydelser, se Coney Island (olika betydelser).

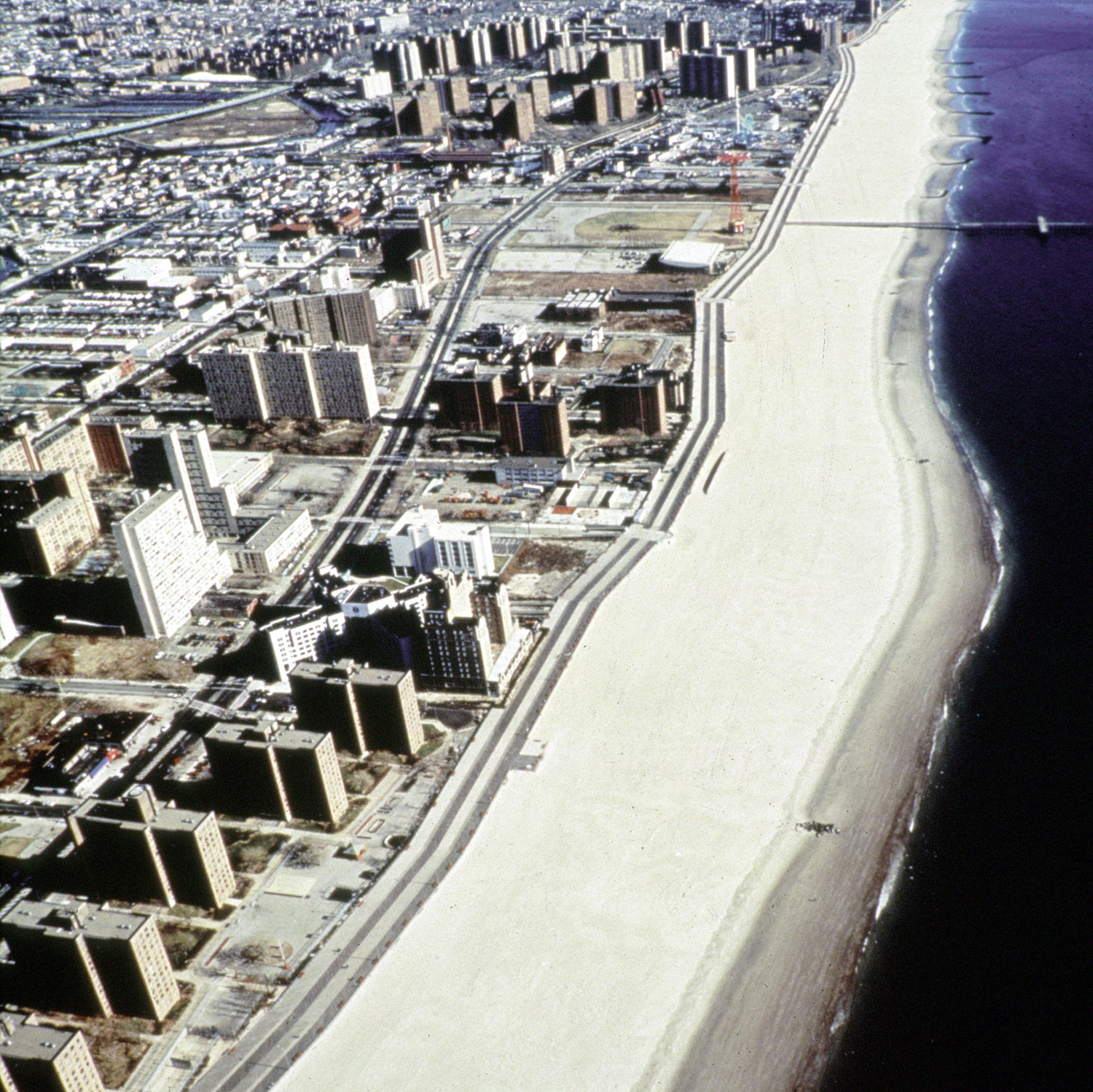
Coney Island den 15 mars 1993.

Coney Island är en halvö i södra Brooklyn i New York, USA. Coney Island är känt för sin ålderstigna nöjespark, sin badstrand och för sin stora rysk-amerikanska befolkning.